# Harmadik Oszlopos Szent Simeon
Harmadik Oszlopos Szent Simeon (latinul: Simeon Tertius), (7. század?) szír sztilita.

## Élete
Nagyon kevés ismeret maradt fenn róla. Mivel mind a görög ortodox egyház, mind a kopt egyház a szentjei között tartja számon (Julián naptár: július 3., Gergely-naptár: július 16.), úgy vélik hogy az 5. században élt, a görög–kopt egyházszakadás (451) előtt. Mások a 7. századra teszik működését. Az oszlop, amelyen Simeon az életét töltötte, Hegka közelében volt, Kilikában. Simeon a hagyomány szerint villámcsapásban vesztette életét. A Római katolikus egyház Martirologiuma Szicíliai Szent Simeonként (valószínűleg a Kilikia elírása) tartja számon július 27-i emléknappal.

## Fordítás
- Ez a szócikk részben vagy egészben  a   Simeon Stylites III című angol Wikipédia-szócikk fordításán alapul.  Az eredeti cikk szerkesztőit annak laptörténete sorolja fel. Ez a jelzés csupán a megfogalmazás eredetét és a szerzői jogokat jelzi, nem szolgál a cikkben szereplő információk forrásmegjelöléseként.
- Ez a szócikk részben vagy egészben  a   Simeó Estilita Tercer című katalán Wikipédia-szócikk fordításán alapul.  Az eredeti cikk szerkesztőit annak laptörténete sorolja fel. Ez a jelzés csupán a megfogalmazás eredetét és a szerzői jogokat jelzi, nem szolgál a cikkben szereplő információk forrásmegjelöléseként.